# Клева (Могилёвская область)
Клева́ (бел. Клява́) — деревня в составе Мощаницкого сельсовета Белыничского района Могилёвской области Республики Беларусь. Известна с XVII века. Расположена в 38 км к западу от Белынич, в 53 км от железнодорожной станции Друть (линия Могилёв – Осиповичи) и в 81 км от Могилёва. Стоит на реке Клева (приток Березины); с юго-запада граничит с лесом. Транспортные связи обеспечиваются просёлочной дорогой и шоссе Могилёв – Минск. По состоянию на 2007 год в деревне насчитывалось 27 хозяйств и проживало 54 жителя.

## История
В 1 километре к северу от современного населённого пункта сохранился курганный могильник из нескольких насыпей, свидетельствующий о заселении этой территории в далёкой древности. В письменных источниках Клева впервые упоминается в 1644 году как поместье в Оршанском повете. После Второго раздела Речи Посполитой (1793) вошла в состав Российской империи. По переписи 1897 года в деревне Эсьмонской волости Борисовского уезда Минской губернии числилось 38 дворов и 307 жителей. В 1904 году здесь открыли земскую школу, размещавшуюся в наёмном крестьянском доме. В период немецкой оккупации (февраль-октябрь 1918) школа не работала. В 1925 году в ней обучались 52 ребёнка; также действовал ликбез для взрослых. В 1930 году организован колхоз «Пролетарская победа». К 1940 году в деревне было 76 дворов. Во время Великой Отечественной войны (2 июля 1941 — 29 июня 1944) Клева находилась под немецкой оккупацией: в июле 1941 года оккупанты сожгли 74 дома и убили 16 жителей. На фронтах сражались 27 односельчан, 21 из них погиб. По переписи 1959 года население составляло 267 человек, в 1970 году — 250, в 1986 году — 121 житель (в составе совхоза «Искра», центр — деревня Староселье). К 2002 году здесь насчитывалось 31 хозяйство и 67 жителей. По состоянию на 2007 год в деревне насчитывалось 27 хозяйств и проживало 54 жителя.

## География и застройка
Расположена в 38 км к западу от Белынич, в 53 км от железнодорожной станции Друть (линия Могилёв — Осиповичи) и в 81 км от Могилёва. Стоит на реке Клева (приток Березины); с юго-запада граничит с лесом. Транспортные связи обеспечиваются просёлочной дорогой и шоссе Могилёв – Минск. Деревня вытянута вдоль одной улицы, ориентированной с юго-запада на северо-восток. Застройка двухсторонняя — деревянные одноэтажные дома усадебного типа с приусадебными участками.

## Население
- 2010 год — 36 человек